# Sokół berberyjski
Sokół berberyjski (Falco peregrinus pelegrinoides) – podgatunek sokoła wędrownego, średniej wielkości ptaka drapieżnego z rodziny sokołowatych (Falconidae). Takson o niepewnej pozycji taksonomicznej, często wyodrębniany (wraz z F. p. babylonicus) do rangi gatunku.
Wielkością dorównuje krukowi. Drapieżnik ten zamieszkuje Wyspy Kanaryjskie, wybrzeża północnej Afryki, Półwysep Arabski oraz południowo-zachodni Iran. Większość osobników jest osiadła.

## Charakterystyka
Ptak zamieszkuje półpustynie i otwarte suche wzgórza. Samica zwykle składa jaja w gnieździe umieszczonym na półce skalnej znajdującej się na zboczu.
Z wyglądu przypomina sokoła wędrownego, ale jest od niego mniejszy – mierzy 33–39 cm długości i 76–98 cm rozpiętości skrzydeł. Samica jest większa od samca. Ogólną budową ciała przypomina pokrewne gatunki.
Osobniki dorosłe mają jaśniejsze szaroniebieskie górne części skrzydeł niż sokoły wędrowne, a często widać u nich płowożółte przejaśnienia biegnące przez kreskowane dolne części ciała, podczas gdy u większych gatunków występuje biała barwa. Kark jest rudy, choć trudno go dostrzec. Płci nie różnią się wyglądem, oprócz rozmiaru, ale młode osobniki mają brązową górę ciała i pręgowany dół. Smużenie ma jaśniejszą barwę w porównaniu z młodocianymi sokołami wędrownymi.
Odzywa się wysokim „rek-rek-rek”.

## Systematyka
Sokół berberyjski różni się wyglądem od sokoła wędrownego zgodnie z zasadą Glogera (zakłada ona, że u zwierząt stałocieplnych występujących w bardziej wilgotnym klimacie, np. na równiku, zaznacza się większa ilość pigmentu w ubarwieniu). Odległość genetyczna między nimi jest mała i gatunki są blisko ze sobą związane. Parafiletyczny takson, do którego należą, potwierdzają badania sekwencji DNA. Różnice przejawiające się w zachowaniu, zasiedlanym biotopie i anatomii wskazują na odmienność ponadgatunkową – zwłaszcza jeśli chodzi o charakterystyczny lot sokoła berberyjskiego, który uderza jedynie zewnętrzną częścią skrzydeł, co przypomina czasem powietrzne przemieszczanie się petreli. Czasem taki sposób lotu wykonuje też sokół wędrowny, ale dużo rzadziej i nie zaznacza się to tak wyraźnie.
U sokoła berberyjskiego kości miednicy i obręczy barkowej są zazwyczaj grubsze w odniesieniu do tych u sokoła wędrownego, a nogi są mniejsze. Sugeruje to, że krzyżowanie nie wpłynęło na drodze wspólnej ewolucji na te cechy. Oświadczono również, że sokół berberyjski ma wydłużony środkowy palec u nogi, choć ten szczegół anatomii okazał się fałszywy.
Istnieje możliwość wydawania płodnych mieszańców, choć zgodnie z tym o czym była mowa wcześniej, płodne krzyżówki powstają z sokołem wędrownym, choć są to niewątpliwe odrębne gatunki powstałe na drodze specjacji allopatrycznej. Współwystępują na niewielkim obszarze w Pendżabie i Chorasanie w Iranie (możliwe, że również w Maghrebie i Ałtaju) w okresie lęgowym. Tam też występują jasne dowody na kojarzenie selektywne, gdzie tworzenie się mieszanego potomstwa (od mieszanych par) zachodzi dużo rzadziej, niż gdy oboje rodzice są z tego samego gatunku. Zdolność do tworzenia takiego mieszanego potomstwa przez blisko spokrewnione gatunki ujawnia symplezjomorfia, czyli obecność cech prymitywnych, które występowały u starszego przodka niż ostatni wspólny, po którym 2 gatunki się rozeszły. Brak płodnych mieszańców oznacza natomiast apomorfię, czyli cechy, które w danej linii ewolucyjnej się nie ujawniają, bo powstały tylko u jednego gatunku (takie jednak zjawisko daje więcej informacji o filogenetyce). 
Pomimo że te pokrewne 2 gatunki zajmują sąsiednie terytoria, ich okres lęgowy przebiega w różnym okresie roku i w naturze nie dochodzi do rozmnażania się par mieszanych.
Przyjmując odległość genetyczną na 2% z sokołami z grupy Hierofalco, odpowiada ona rozejściu się od tego taksonu w przybliżeniu 200 000 – 130 000 lat temu, a 0,6–0,7% genetyczna odległość między sokołem wędrownym a berberyjskim sugerują oddzielenie się obu gatunków w późnym plejstocenie, około 100 000 lat temu lub mniej, ale wcześniej niż w górnym paleolicie. Przypada to zatem na początek ostatniej epoki lodowcowej, kiedy wzmogło się pustynnienie w Afryce Północnej i na Środkowym Wschodzie, a Zatoka Perska stała się ograniczonym lądem morzem wewnętrznym, które powoli zaczęło wysychać. Populacje przodków tych dwóch gatunków żyły w marginalnych środowiskach na skraju pasa środkowo-wschodniej afrykańskiej pustyni. Musiały dostosować się do tych warunków, a możliwe, że populacje te zostały od siebie odizolowane na obszarze Zatoki Perskiej, która stała się półsuchym biotopem otoczonym rozległymi pustyniami. Część z nich szukała lepszych warunków, a inne wyginęły. W trakcie interstadiałów obszar pustyni zmalał i ptaki z suchych i wilgotnych terenów zaczęły się rozprzestrzeniać i w końcu zetknęły się ze sobą, powodując ograniczony przepływ genów. 
Taki przebieg ewolucji mógł przebiegać w przypadku raroga i innych spokrewnionych sokołów z grupy Hierofalco (o równoległej ewolucji przekonują też dane molekularne).
Rozważania te wzbogacają kopalne znaleziska. Kość ramieniowa sprzed 9000 lat, już po ostatniej epoce lodowcowej, z Asuanu w Sudanie, gdzie obecnie występuje Falco peregrinus minor, została uznana za część szkieletu sokoła wędrownego. Sokół berberyjski jest jednym z rzadkich przypadków, gdzie nie można określić pod względem biologicznym przekonujących dowodów na odrębność gatunkową, ale są one widoczne na poziomie filogenetycznego pojmowania gatunku. Casus tego sokoła przekonuje, że o wydzieleniu danego gatunku nie decyduje jedynie przodek – protoplasta rodu (wraz z różnicami jego budowy), ale istotny jest też przebieg ewolucji, sposoby adaptacji do środowiska i wpływ izolacji rozrodczej od siostrzanych taksonów (lub ich brak), dzięki którym wyodrębnił się określony gatunek w obecnej postaci.